# Zoo Aquarium Madrid
Zoo Aquarium Madrid is de dierentuin van de Spaanse hoofdstad Madrid. Het bevindt zich in Casa de Campo en de dierentuin heeft een oppervlakte van 20 hectare. Zoo Aquarium Madrid heeft meer dan 5.000 dieren van meer dan 500 soorten in de collectie.
Zoo Aquarium Madrid is opgezet volgens het Geo-Zoo-principe, waarbij de dieren naar regio van herkomst zijn ondergebracht. Daarnaast beschikt de dierentuin ook over een aquariumgebouw en drie demonstratieterreinen. Er zijn vijf geografische gebieden: Azië, Amerika, Afrika, Australië en Europa. In het Aziatische deel bevinden zich de reuzenpanda’s, de grootste blikvangers van Zoo Aquarium Madrid. Het huidige paartje kwam in september 2007 vanuit China naar Madrid, nadat de dierentuin in het verleden al eens succesvol reuzenpanda’s had gehouden. Andere bijzonderheden in de dierentuin zijn de koala’s, de Sumatraanse olifanten en de bedreigde Iberische lynxen. In het aquariumgebouw gelden als grootste blikvanger de aquaria met de zeeschildpadden en haaien, een diergroep waarvan Zoo Aquarium Madrid vijf soorten heeft. Dagelijks zijn er in Zoo Aquarium Madrid demonstraties in het Dolfinario met tuimelaars, een zeeleeuwendemonstratie en vrijevluchtdemonstraties met roofvogels en papegaaien.

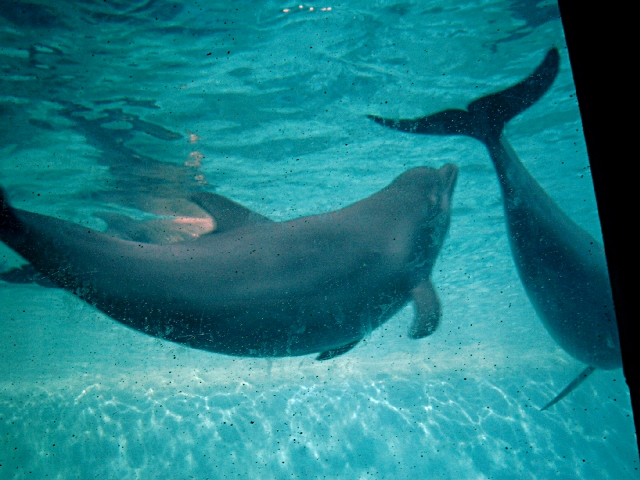
Tuimelaars
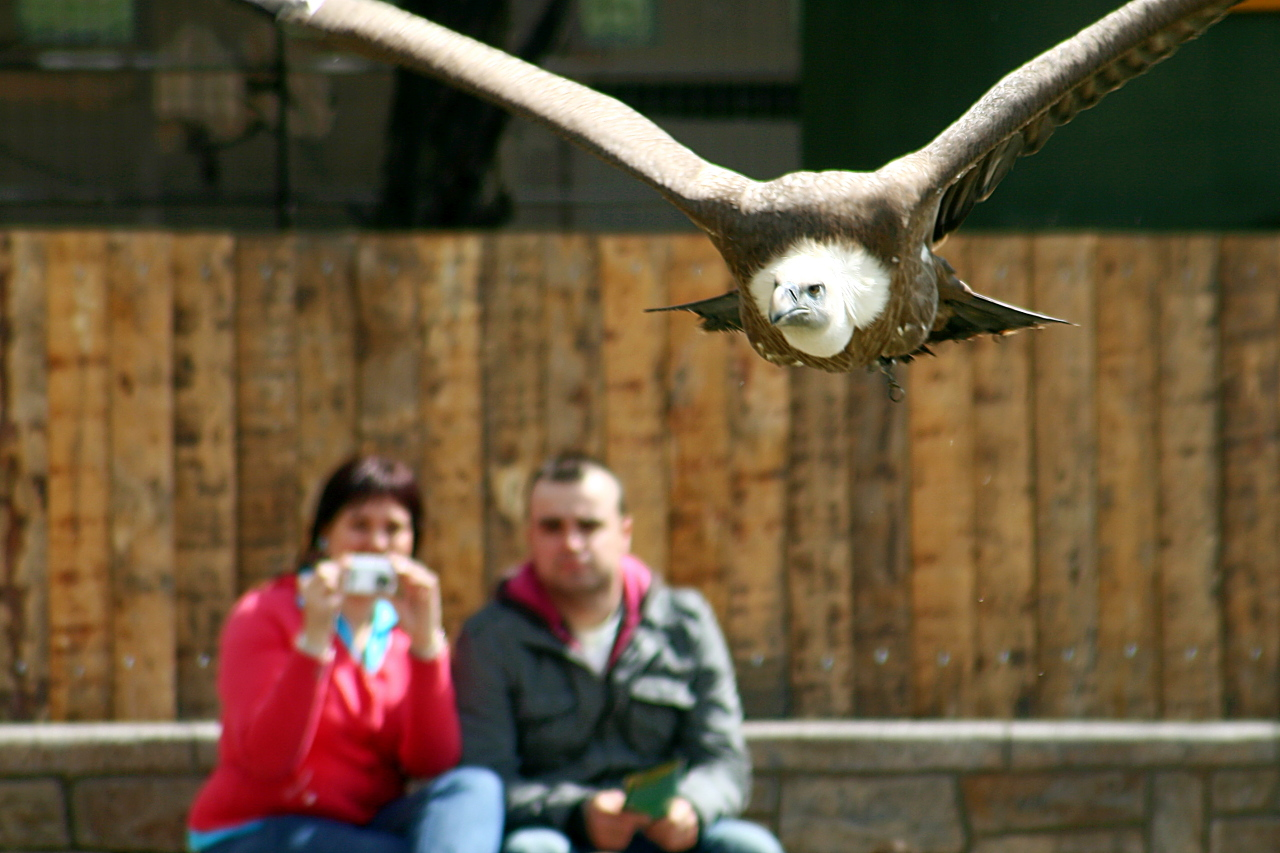
Vale gier tijdens de roofvogeldemonstratie